# Karl von Heintl
Karl Ritter von Heintl (* 14. Oktober 1798 als Carl Franz Franz Heintl in Wien; † 25. Mai 1873 ebenda) war Universitätssyndikus, Kanzleidirektor und Dekan der Philosophischen Fakultät der Universität Wien.

## Leben
Nach dem Studium der Rechtswissenschaften und der Philosophie, wobei er letzteres 1818 mit dem Doktorat beendete, erlangte der Sohn des Nationalökonomen Franz von Heintl 1821 die Richteramtsbefähigung. Im Jahr 1832 wurde er Universitätsarchivar und übernahm 1833 das Amt des Universitätssyndikus und Kanzleidirektors der Universität Im Jänner 1834 wurde er weiters zum staatlichen Vizedirektor der philosophischen Studien ernannt und fungierte außerdem als Superintendent der Universitätskirche. Zudem wurde Heintl im Jahr 1949 zum Dekan der Philosophischen Fakultät gewählt.
Als Universitätssyndikus und Kanzleidirektor verfasste Heintl im Auftrag des Universitätskonsistoriums im Jahr 1867 einen Bericht über die Gebäudefrage der Universität Wien, nachdem im Zuge der Niederschlagung der Revolution 1848 das frühere Hauptgebäude nicht mehr zur Verfügung stand. Dabei appellierte er an die Regierung, die stillgelegten Verhandlungen zur Errichtung eines neuen Hauptgebäudes rasch wieder aufzunehmen.
Heintl wurde für seine Verdienste vielfach geehrt und ausgezeichnet. So wurde er 1836 zum k.k. Truchsess erhoben und gehörte dem Landstand in Österreich und in der Steiermark an. Weiters erhielt er in zahlreichen akademischen Organisationen eine Ehrenmitgliedschaft.